# 乙醯半胱氨酸
N-乙醯半胱氨酸（N-acetylcysteine，NAC）或乙醯半胱氨酸（acetylcysteine）、N-乙醯-ʟ-半胱氨酸（N-acetyl-ʟ-cysteine），商品名富露施（英語：Fluimucil）等，是半胱氨酸的前体药物，也是 ʟ-半胱氨酸的 N-乙酰化衍生物。NAC可用作黏液溶解剂，用于支气管肺病的辅助治疗；也可作为对乙酰氨基酚中毒的解毒剂；此外，胱氨酸尿症患者可用此药作肾冲洗以促使胱氨酸石的消融，服用、静注或吸入後可补充谷胱甘肽储备量。
N-乙醯半胱氨酸常用于緩解支气管肺障碍（肺炎、支气管炎、慢性阻塞性肺病、囊腫性纖維化）痰液过浓的症狀。
常見副作用包含惡心或嘔吐，但此類副作用以口服劑為主。其他副作用還包含皮膚紅斑、搔癢。較嚴重的副作用則可能發生非免疫型的全身型過敏性反應。妊娠期間用藥目前顯示安全。本品的作用機轉是藉由提升體內的谷胱甘肽濃度， 藉此與普拿疼的有害代謝產物結合解毒；乙醯半胱氨酸與安全劑量乙醯氨基酚一起使用，並不會減少乙醯氨酚的療效。
乙醯半胱氨酸最初於1960年獲得專利，且於1968年取得執照。本品列名於世界衛生組織基本藥物標準清單之中，為基礎醫療系統必備藥物之一。乙醯半胱氨酸屬於通用名藥物，且價格不貴。

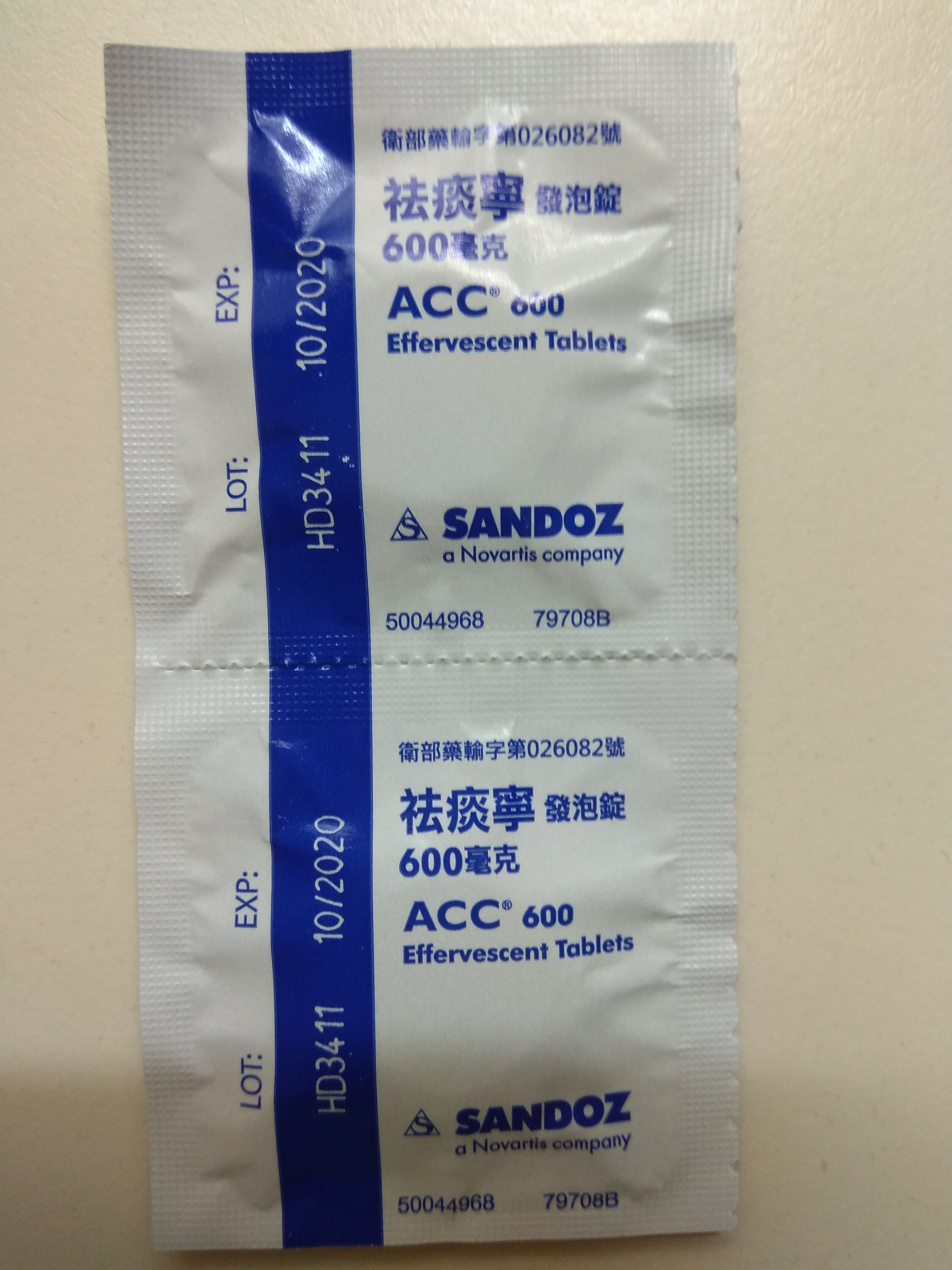
Acetylcystein發泡錠
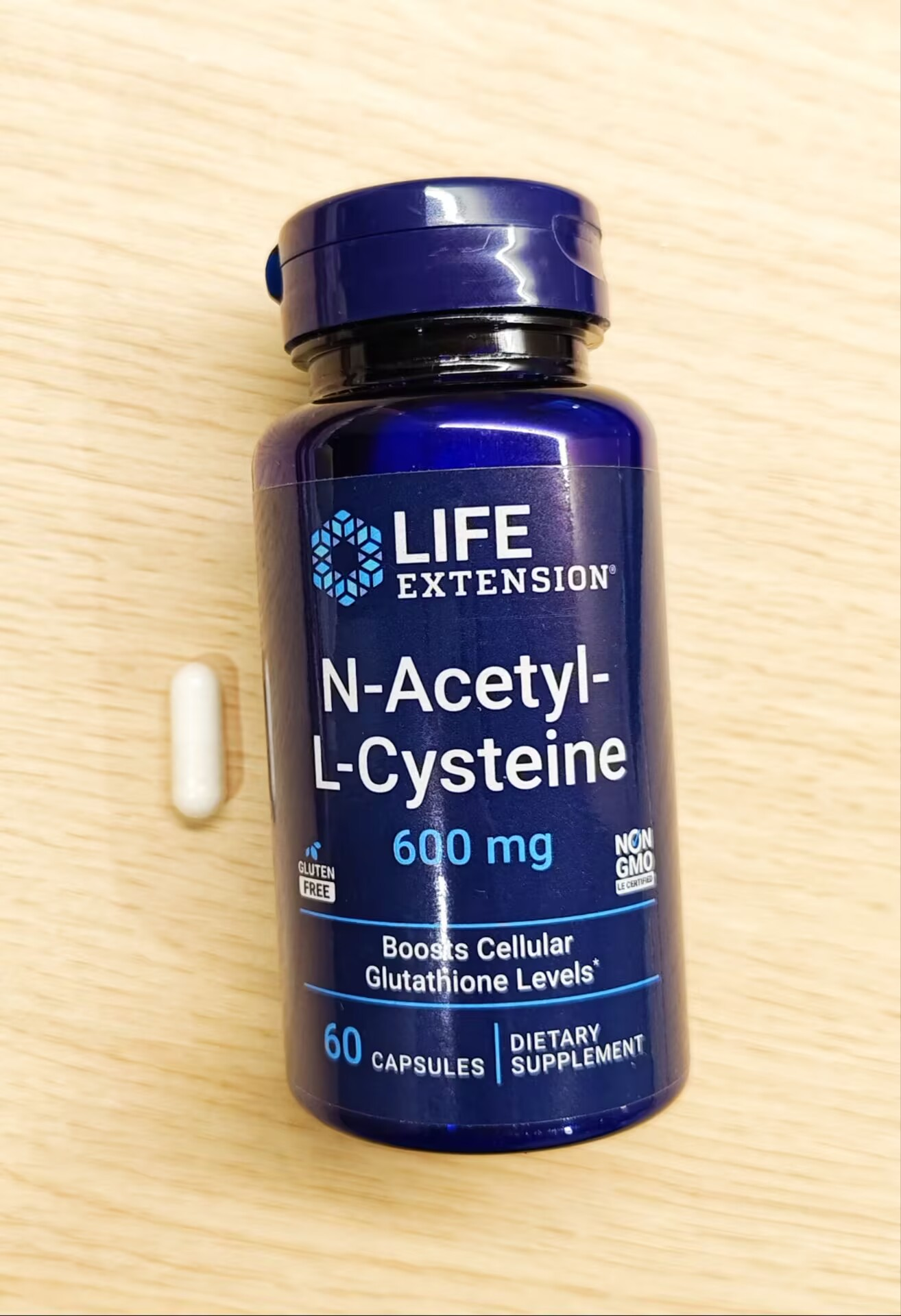
膳食补充剂公司Life Extension（英语：Biomedical Research & Longevity Society）销售的乙酰半胱氨酸胶囊
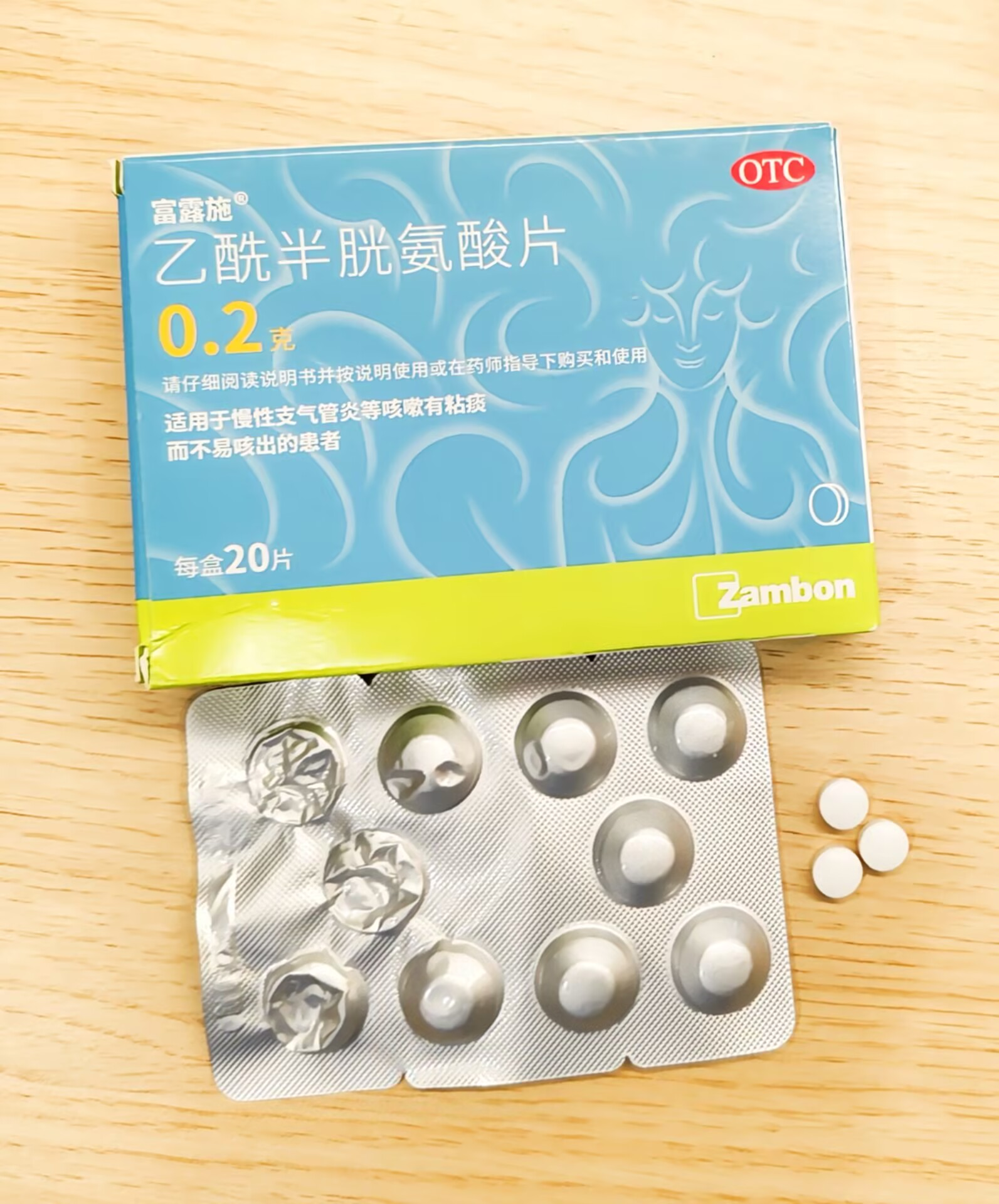
中国大陆的乙酰半胱氨酸片剂非处方药（OTC），商品名富露施

## 外部連結
- U.S. National Library of Medicine: Drug Information Portal - Acetylcysteine（页面存档备份，存于）